# Gerry Sorensen
Geraldine Ann »Gerry« Sorensen, kanadska alpska smučarka, * 15. oktober 1958, Kimberley.
Največji uspeh kariere je dosegla na Svetovnem prvenstvu 1982, ko je osvojila naslov prvakinje v smuku. Nastopila je na Olimpijskih igrah 1984, kjer je dosegla šesto mesto v smuku.. V svetovnem pokalu je tekmovala pet sezon med letoma 1980 in 1984 ter dosegla pet zmag in še eno uvrstitev na stopničke. Leta 1989 je bila sprejeta v Kanadski športni hram slavnih.